# Mary Shelley (2017)
Mary Shelley ist eine Filmbiografie von Haifaa Al Mansour über die britische Schriftstellerin Mary Shelley, die als Autorin von Frankenstein oder Der moderne Prometheus in die Literaturgeschichte eingegangen ist. Der Film feierte im September 2017 im Rahmen des Toronto International Film Festivals seine Premiere und kam am 25. Mai 2018 in die US-Kinos.

## Handlung
Der Film erzählt die Geschichte von Mary, die in jungen Jahren eine feurige und stürmische Beziehung mit dem gleichfalls kreativen Dichter Percy Bysshe Shelley führt. Mary und Percy geben diese Liebe ihrer Familie und ihrer Halbschwester Claire bekannt. Im Haus von Lord Byron am Genfer See entsteht ihre Idee von Frankenstein, doch die Gesellschaft hat zu dieser Zeit nur wenig übrig für eine Frau, die sich als Schriftstellerin versucht. Mary muss als Frau den Roman zunächst anonym veröffentlichen.
Der Film weicht in verschiedenen Szenen oder Details von der dokumentarisch überlieferten historischen Biografie Mary Shelleys bzw. der Entstehungsgeschichte ihres Romans ab.

## Biografischer Hintergrund

Der Film erzählt von einer entscheidenden Phase im Leben von Mary Shelley

Der Film erzählt von Mary Shelley in einer entscheidenden Phase ihres Lebens. Die später weltberühmte Schriftstellerin wurde als Mary Godwin in London geborenen, ihre Mutter war die Autorin und Feministin Mary Wollstonecraft. Sie starb elf Tage nach Marys Geburt. Mary wuchs bei ihrer ungeliebten und verachteten Stiefmutter auf, gegen die sie sich ständig auflehnte. Für die Fortsetzung des Einsatzes ihrer Mutter für die Frauenrechte fehlte Mary der persönliche Anlass.
1814 verliebte sich die damals 16-Jährige in den verheirateten, 21 Jahre alten Percy Bysshe Shelley, der ein Bewunderer des Werkes ihrer Mutter war und ein Anhänger der politischen Ideen ihres Vaters. Gemeinsam mit Shelley und ihrer Stiefschwester Claire Clairmont begab sich Mary auf eine Reise durch Frankreich, die Schweiz, England, Italien und Deutschland. Während der Reise sperrte der Vater das Erbe.
Im Mai 1816 trafen der Dichter Shelley, Mary und ihre Stiefschwester in Sécheron bei Genf ein, wo sich wenig später auch der englische Dichter Lord Byron und sein Leibarzt John Polidori einfanden. Byron hatte den jungen Arzt vor seiner Abreise aus England angestellt. Byron zog bald darauf in die Villa Diodati in Cologny und die Shelleys und Claire Clairmont mieteten ein Haus in der Nähe. Die meisten Abende verbrachten alle gemeinsam in der Villa Diodati, wo sie sich zur Unterhaltung Gespenstergeschichten vorlasen. Aus der Idee, dass jeder selbst eine Gespenstergeschichte schreiben sollte, entstand Mary Shelleys Roman Frankenstein oder Der moderne Prometheus, während Percy Shelleys Geistergeschichte nicht niedergeschrieben wurde. Lord Byron verfasste einen kurzen, achtseitigen Entwurf, den er im Juni 1819 unter dem Titel Fragment zusammen mit seinem erzählenden Gedicht Mazeppa. veröffentlichte. John Polidori nannte sein Werk Der Vampyr; es wurde erst später von ihm beendet. Er entnahm dabei Byrons Fragment wesentliche Anregungen, schuf aber eine eigenständige Erzählung.
Alsbald verstrickten sich in der Ménage zu fünft die Gefühle, und vor allem Claire belastete das Miteinander. Claire hatte bereits vorher in England eine Liebesbeziehung zu Lord Byron begonnen und erwartete ein Kind von ihm.
Ende des Jahres 1816, wenige Wochen nach dem Selbstmord von Percy Shelleys erster Ehefrau Harriet, heiratete er Mary. Am 1. Januar 1818 veröffentlichte die damals 20-Jährige den Roman Frankenstein, der allerdings zunächst anonym erschien. Das Buch ist mit einem Vorwort von Percy Shelley versehen und ist William Godwin gewidmet, weshalb Kritiker und Leser daraus schlossen, dass Percy Shelley der Verfasser sei.
Im Film wird nicht deutlich, dass Percy Shelley Mary aktiv bei der Suche nach einem Verleger für ihren Roman unterstützt hatte.
1822 ertrank Marys Ehemann während einer Segeltour im Golf von La Spezia.
Mit ihrem zuletzt geborenen und einzigen überlebenden Kind ging Mary nach England zurück, wo sie erfolgreich ihre Karriere als Schriftstellerin fortsetzte. Marys letztes Lebensjahrzehnt war von Krankheiten gezeichnet, sie starb im Alter von 53 Jahren vermutlich an einem Gehirntumor. Ihr Sohn zeigte kein literarisches Talent.

## Produktion

### Stab und Besetzung
Regie führte Haifaa Al Mansour, die gemeinsam mit Emma Jensen und Conor McPherson auch das Drehbuch schrieb. Der ursprüngliche Titel des Films lautete bis Januar 2017 A Storm In the Stars. Die Filmmusik wurde von Amelia Warner komponiert. Der Soundtrack zum Film, der 19 Musikstücke umfasst, wurde am 25. Mai 2018 von Universal Music Classics/Decca Gold veröffentlicht.
Die Hauptrolle der im Film porträtierten Mary Shelley wurde mit der US-amerikanischen Schauspielerin Elle Fanning besetzt, die zu Beginn der Dreharbeiten 18 Jahre alt war und deren eigentlicher erster Vorname ebenfalls Mary ist. Douglas Booth übernahm die Rolle des Dichters und Marys erster großer Liebe Percy Bysshe Shelley.

### Dreharbeiten

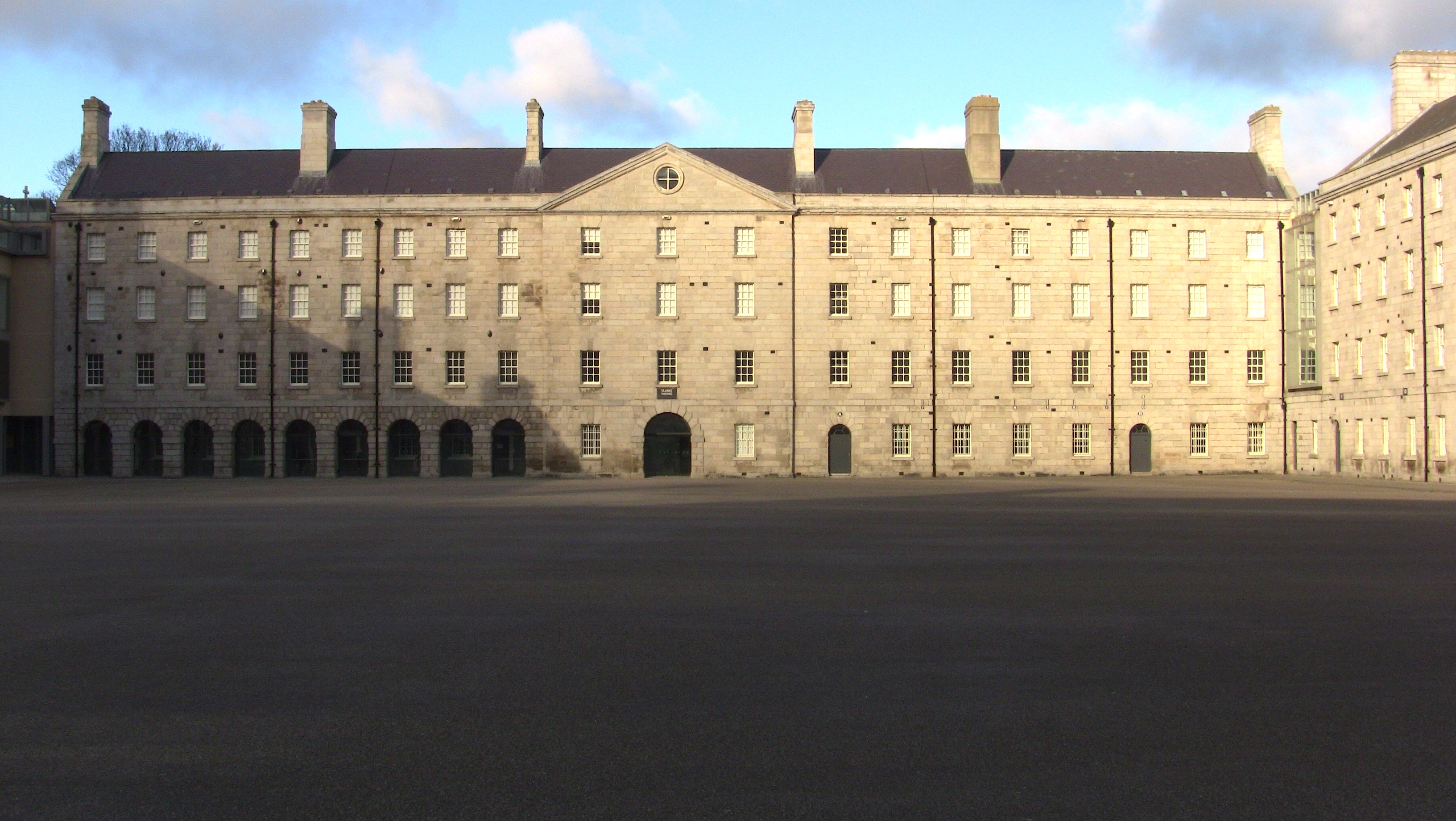
In Dublin drehte man unter anderem an den Collins Barracks

Die Dreharbeiten haben am 20. Februar 2016 in Dublin begonnen und fanden dort unter anderem am irischen Nationalmuseum, den Collins Barracks, und in der Upper Mount Street statt. Ab 7. März 2016 wurden die Dreharbeiten in Luxemburg fortgesetzt. Als Kameramann fungierte David Ungaro.

### Marketing und Veröffentlichung
Die internationalen Rechte liegen bei HanWay Films. Im Januar 2017 wurde der Titel des Films von A Storm In the Stars in Mary Shelley geändert. Im Rahmen der Berlinale 2017 wurde Genaueres zum Inhalt des Films bekannt gegeben.
Der Film feierte am 9. September 2017 im Rahmen des Toronto International Film Festivals seine Premiere. Im April 2018 wurde der Film beim Tribeca Film Festival in der Sektion Spotlight vorgestellt und kam am 25. April 2018 in die französischen Kinos. Am 25. Mai 2018 kam der Film in die US-amerikanischen Kinos und am 6. Juli 2018 soll er in die Kinos im Vereinigten Königreich. Im Juli 2018 soll der Film auch beim Neuchâtel International Fantastic Film Festival gezeigt werden. Ein Start in Deutschland erfolgte am 27. Dezember 2018. Bereits im Oktober 2018 wurde er bei den Hofer Filmtagen gezeigt.

## Rezeption

### Altersfreigabe
In Deutschland erhielt der Film eine Freigabe ab 12 Jahren. In der Begründung dazu heißt es: „Manche Darstellungen von Streit, Rausch und Verzweiflung sowie Alpträume können Kinder unter 12 Jahren emotional überfordern, da sie sie nicht adäquat einordnen können.“

### Kritiken
Andrew Barker von Variety meint, Haifaa Al Mansour schlage im Vergleich zu ihrem ersten Film bei Mary Shelley eine kühne Linkskurve ein, wenn sie sich einer zeitgenössischen britischen Biografie widmet, doch viele ihrer Versuche blieben auf der Strecke. Zwar seien die Aufnahmen beeindruckend und der Film von einem angemessenen feministischen Feuer erfüllt, doch sei das Drehbuch verworren und weise einen fundamentalen Mangel auf, indem es seinen thematischem Fokus verliert und so eine außergewöhnliche Geschichte in ein didaktisches und unzusammenhängendes Melodram verwandelt. Über einzelne Handlungsstränge werde im Film kein geeigneter Bogen gespannt, und das Drehbuch habe die seltsame Angewohnheit, wichtige Informationen erst ein oder zwei Szenen nach dem Zeitpunkt zu liefern, zu dem es am sinnvollsten gewesen wären, über diese Bescheid zu wissen: „eine stürmische Liebesgeschichte, die niemals mit der richtigen Leidenschaft kocht, und ein Bericht über das künstlerische Erwachen, das zu spät kommt.“
Margret Köhler schreibt in der Hannoverschen Allgemeinen Zeitung, es verwundere kaum, dass sich Haifaa Al-Mansour an dieses Thema wagt, da schon ihre Heldin in Das Mädchen Wadjda sich gegen männliche Vorurteile und Druck einer frauenfeindlichen Gesellschaft wehren musste, dies allerdings im 21. Jahrhundert. Sowohl Wadjda als auch Mary nähere sie sich aus feministischer Perspektive, so Köhler weiter. Auch wenn gelegentlich die Lust an Herzschmerz mit ihr durch gehe, habe die Autorin Mary Shelley mit dem Biopic das verdiente filmische Denkmal erhalten.
Gunda Bartels vom Tagesspiegel erklärt, die konventionell erzählte, in gepflegtem Arthouse-Look gefilmte Künstlerbiografie ziehe einleuchtende Parallelen zwischen dem Romaninhalt und dem Leben der Autorin: „Die Verlorenheit der von der Stiefmutter abgelehnten Halbwaisen spiegelt sich in der Einsamkeit der von Doktor Frankenstein geschaffenen Kreatur. Und die gesellschaftliche Ächtung, die Mary als schwangere Geliebte eines – der freien Liebe anhängenden und häufig mittellosen – verheirateten Künstlers erfährt, schärft die in den Roman einfließende Kritik gesellschaftlicher Ausgrenzung.“ All das stelle Mary Shelley schlüssig dar, und eine dynamische, auch schwebende Kamera und die treibende Klaviermusik unterstrichen die Dringlichkeit aller Empfindungen, so Bartels weiter und resümiert: „Ja, Mary Shelley zeichnet ein romantisierendes, aber nicht plump idealisierendes Bild eines Liebes- und Autorenpaars, das mit einem bis heute verdammt anspruchsvollen Lebensmodell experimentiert.“
Ursula Scheer von der Frankfurter Allgemeinen betont eingangs, dass Haifaa Al Mansour in ihrer fiktionalisierten Biografie Mary Shelleys dem eigenen Anspruch nach zwar erzählen wolle, wie der jungen Autorin „in einer männlich dominierten Kultur der Geniestreich“ der Veröffentlichung ihres Frankenstein-Romanes gelang. In ihrer Rezension kritisiert Scheer jedoch, der Film sei keinesfalls in der Lage, für diesen postulierten Zusammenhang eine schlüssige Erklärung zu liefern. So werde bereits die komplizierte Familienaufstellung der Godwins auf „Märchen-Personal reduziert: gütiger Vater, böse Stiefhexe und hübsche Prinzessin, die auf eine weniger hübsche Nebenprinzessin zählen kann, also eigentlich die Magd.“ Es fehle nur noch der Prinz, den die wegen schlechter Führung zeitweilig nach Schottland verbannte Mary in Gestalt des Jungautors Percy Shelley kennenlerne. Diesen spiele Douglas Booth „als dunkelromantischen „Twilight“-Typen, der Mädchenherzen höher schlagen lässt“. Für Mary brauche es in Al Mansours fiktiver Biografie, abgesehen von einigen verfassten Liebesgedichten der Protagonistin, keine weiteren Gründe, mit ihm „in eine schäbige Bude in St. Pancras, nicht wie im wahren Leben nach Paris“ durchzubrennen. Diese fiktive Form der Darstellung ist Scheer zufolge ebenso unglaubwürdig wie das Mitkommen Claires, zumal Al Mansour sämtliche historisch belegte Reisen der Gruppe nach Kontinentaleuropa streiche.
Der Verdacht, in einer „Ménage à trois“ zu leben, der Bruch mit dem Vater und „die geistige Dauererregung in einer Künstler-Community“ reiße Al Mansours junge Protagonistin „von einem seifenopertauglichen Strudel in den nächsten“. Wenngleich dies seine Momente habe, wirke es „in seiner Reihung aber doch eher wie ein langer, unruhiger Fluss, der wenig innerer Logik folgt“. So bleibt es nach Scheers Meinung nicht nur durchaus rätselhaft, warum Mary überhaupt „einem verlogenen Egoisten“ verfalle, sondern lasse umso mehr die Frage ungeklärt, „was das alles mit Doktor Frankenstein und dem Monster zu tun haben soll, wie dialogisch immer wieder behauptet wird“.
Obwohl Elle Fanning in ihrer Darstellung der Mary „als idealistische Heldin mit Engelsgesicht“ besteche und die Filmemacherin alles zusammenziehe, was historisch so nie zusammengekommen sei, wie etwa den gerade verwundenen Tod eines Kindes, einen Suizid, eine schwangere Geliebte am Rande des Nervenzusammenbruchs, sei „Frankenstein“ in Al Mansours fiktiver Biografie in kaum nachvollziehbarer Weise letztlich ganz schnell entstanden: Mary Shelley habe sich einfach „hingesetzt, mit ihrem Bleistift gespielt und alles aufgeschrieben“.
David Steinitz von der Filmredaktion der Süddeutschen Zeitung betont in seiner Videorezension zwar die eindrucksvolle schauspielerische Leistung von Elle Fanning, hält Mansours Film im Ganzen jedoch für keinen wirklich „großen Wurf“. Als Schriftstellerin habe Mary Shelley viel mit literarischen Formen experimentiert, Neues ausprobiert und die damalige Literaturgeschichte „umgekrempelt“. Ähnliches leiste Mansours Filmbiografie, der sehr konventionell erzähle, filmisch überhaupt nicht. Als rein „konventionelles Historiendrama“, wie man es schon oft im Kino gesehen habe, werde Mansours Filmbiografie daher trotz ihres nicht völlig abzustreitenden Unterhaltungswertes keineswegs dem tatsächlichen Einfluss gerecht, den Mary Shelley auf die Literaturgeschichte gehabt habe.
Der Film wurde besonders wegen der Abweichungen von den historischen Ereignissen und der historisch gesicherten Biographie Mary Shelleys und Percy Bysshe Shelleys und ihrer Beziehung zueinander kritisiert.
Graham Henderson geht so weit, dass er der Regisseurin vorwirft, sie schreibe die Geschichte um. Er führt eine Reihe von Beispielen an und kommt zu folgender Einschätzung: „Mary und Percy hatten ein wirkliches Leben - ein Leben, über das wir sehr viel wissen. Diese Geschichten zu verzerren und zu verdrehen, um eine Erzählung über die Entstehung von Frankenstein zu präsentieren, die den Vorstellungen des Regisseurs von der Entstehung großer Werke entspricht, ist eine Missachtung ihrer Leben; um es ganz offen zu sagen, ist es ein Betrug an der Geschichte - eine Lüge. (…) Neben der umfassenden Neuschreibung und Manipulation der Geschichte gibt es eine Fülle von Fehlern, von denen einige ungeheuerlich und einige harmlos sind. (…) Mary Shelley hat das Potenzial, die Art und Weise, wie die Menschen über Mary und Percy denken, für eine Generation zu verfälschen.“
Kirstin Mills kritisiert ähnlich. Sie schreibt, der Film nehme eine ziemlich scharfe Wendung weg von den tatsächlichen historischen Fakten. Ihr zufolge wird „stattdessen neues Material zugunsten seiner romantischen Märchenprämisse“ erfunden in der Weise „dass Mary Shelleys Frankenstein geschrieben wurde, um den Kummer auszudrücken, den sie empfand, weil sie von Percy Shelley verlassen wurde (in dieser Metapher ist sie das Monster und Percy ihr Schöpfer (…) Traurigerweise (nun ja, vielleicht ist das sogar ganz gut so) entspricht das nicht der Wahrheit.“
Sie fährt fort: „Kurz gesagt, Mary Shelleys tatsächliches Leben (…) hatte genug Tragödien, Dramen und Schwierigkeiten zu bewältigen, ohne dass wir uns Percy Shelley als einen emotional missbrauchenden, narzisstischen Trunkenbold neu ausdenken müssen, dessen schreckliche Behandlung und Vernachlässigung von Mary die schreckliche Geschichte eines Monsters (Mary) inspiriert, das ausgesetzt wird.“

### Auszeichnungen
- Edinburgh International Film Festival 2018: Nominierung für den Publikumspreis[29]